# アタテュルク廟
アタテュルク廟（アタテュルクびょう）は、トルコ共和国の首都アンカラにある、初代大統領ムスタファ・ケマル・アタテュルクの霊廟である。トルコではアヌットカビル（Anıtkabir）と呼ばれる。

## 概略
アンカラ市街南東の丘の上に位置し、廟が建設される以前はラサットテペと呼ばれ、紀元前8世紀頃のフリギア人の古墳があった。この古墳は廟が建設される際に発掘調査されたのち取り壊された。
1938年のケマルの死と同時に、この丘に巨大な廟の建設計画が持ち上がった。同時に葬儀計画も進行し、これを一晩で完成させたのはドイツ人建築家・ブルーノ・タウトだった。ケマルとタウトは互いに尊敬しあっており、アンカラ市からタウトに金品の申し出があった際も、タウトは「申し訳ありませんが、我々の時代の最も偉大な一人の死に際して私の恵まれた名誉の仕事にために金を受け取るわけにはいきません」と断っている。
建設案は国際建築家連合の規定に則った国際コンペティションで募られ、応募期間は1941年の3月1日から翌年3月2日だった。ただ、第二次世界大戦中だったためヨーロッパ人参加者が少なく、決定案はトルコ人建築家2名の連名案のものが採用された。廟のレリーフや彫刻像も、1952年にトルコ人アーティストに限定したコンペティションで決められた。廟にはケマルの事績がレリーフで表される一方、全体のデザインはアナトリアン様式で統一され、イスラム様式は排除されている。この廟が完成するまでケマルの棺はアンカラ市街を見下ろす丘に立つ邸宅（現在の民俗学博物館）に安置されていた。トルコ国内で産出した石材のみを用いて建設され、1953年9月1日に完成した。
ムスタファ・ケマル・アタテュルクの墓のほか、ケマルが生前に愛用していた品々や蔵書、また各国から贈られた品々などを展示した博物館が併設されている。博物館にはケマルが活躍したガリポリの戦いや、サカリヤ川の戦いを再現したコーナーもあり、初代大統領の数々の業績を誇っている。
第二代大統領イスメト・イノニュの墓もある。